# Lucky Luciano
Charles Lucky Luciano, nacido como Salvatore Lucania (Lercara Friddi, Sicilia, 24 de noviembre de 1897-Nápoles, 26 de enero de 1962) fue un reconocido líder mafioso italoestadounidense. Considerado el padre del crimen organizado estadounidense por el establecimiento de la primera Comisión. Fue el primer jefe oficial de la moderna familia criminal Genovese. Fue, junto con su socio Meyer Lansky, decisivo en el desarrollo del Sindicato nacional del crimen en los Estados Unidos. 
Luciano fue juzgado y condenado con éxito por proxenetismo en 1936 tras años de investigación por el fiscal de distrito Thomas E. Dewey. Luciano fue condenado a una pena de treinta años de cárcel, pero se le permitió vivir libre fuera de los Estados Unidos cuando llegó a un acuerdo con el gobierno durante la Segunda Guerra Mundial mientras aún estaba en prisión.

## Inicios
Nació el 24 de noviembre de 1897 en Lercara Friddi, una ciudad siciliana principalmente conocida por sus minas de azufre. Su verdadero nombre era Salvatore Lucania. Los padres de Luciano, Antonio Lucania y Rosalía Cafarella, tenían otros cuatro hijos: Bartolomeo (nacido en 1890), Giuseppe (nacido en 1898), Filippia (nacida en 1901), y Concetta (nacida en 1903). El padre de Luciano trabajaba en una de las minas de azufre.
Su familia emigró a los Estados Unidos en 1907, cuando Luciano tenía nueve años de edad. A su llegada a la Isla de Ellis, punto de recepción de los emigrantes, las autoridades sanitarias le diagnosticaron viruela, enfermedad que le dejaría marcado el rostro de por vida. Una vez pasó la preceptiva cuarentena, se asentaron en la ciudad de Nueva York en el barrio de Manhattan en su Lower East Side, un destino popular para inmigrantes italianos. Se dice que en aquel barrio conoció a los que más tarde serían sus socios: Meyer Lansky y Bugsy Siegel. 
A los 14 años de edad, Luciano dejó la escuela y comenzó a trabajar entregando sombreros, ganando 7 dólares por semana. Sin embargo, después de ganar 244 dólares en un juego de dados, Luciano abandona su trabajo y empezó a ganar dinero en la calle. Aquel mismo año, los padres de Luciano lo enviaron a la Brooklyn Truant School.
Como adolescente, Luciano empezó montando su propia banda y fue miembro de la antigua Five Points Gang. A diferencia de otras bandas callejeras cuyo negocio eran los pequeños delitos, Luciano ofrecía protección a jóvenes judíos frente a las bandas italianas e irlandesas por diez céntimos a la semana. También estaba aprendiendo a ser un chulo en los años alrededor de la Primera Guerra Mundial. Por esta época es cuando Luciano conoció también a Meyer Lansky, su futuro socio de negocios y amigo íntimo. 
En 1911 ya fue detenido por primera vez por robo pasando sus primeros meses en un correccional. En 1915, con 18 años de edad, ya tenía su propia banda en East Harlem. A esa edad fue sentenciado a 6 meses por vender heroína y morfina. A la salida del reformatorio comenzó su carrera criminal en la banda “Five Points Gang” con Frank Costello.
El apodo de "Lucky", que significa "Afortunado", se lo otorgaron debido a las malas experiencias a las cuales Luciano sobrevivió a lo largo de su carrera delictiva desde que llegó a Estados Unidos. De joven lo diagnosticaron con viruela, años después lo arrestaron varias veces por robo, agresión, apuestas y drogas, fue víctima de un secuestro donde fue torturado y sobrevivió a una tremenda paliza por tres hombres, así como un corte en la garganta, debido al rechazo de trabajar para otro jefe, además de evadir a la ley durante su vida constantemente. De 1916 a 1936, Luciano fue arrestado 25 veces por distintos cargos, juego ilegal, chantaje y robo, pero no cumplió tiempo en prisión a causa de un acuerdo con el gobierno para exiliarse del país.

## Prohibición
El 17 de enero de 1920, la Decimoctava Enmienda a la Constitución de los Estados Unidos fue ratificada, y la Prohibición duró hasta que se rechazó la enmienda en 1933. La enmienda prohibió la manufactura, la venta y el transporte de bebidas alcohólicas en todo el país. Como aún había una sustanciosa demanda por el alcohol, esto proporcionaba a los criminales una fuente de dinero adicional. 
Hacia 1920 Luciano ya conocía a muchos de los grandes jefes de la Mafia, incluyendo a Vito Genovese y a Frank Costello, su viejo amigo y futuro socio de negocios en la Five Points Gang. Ese mismo año, el jefe de la banda del Lower Manhattan Joe Masseria reclutó a Luciano como uno de sus pistoleros. Alrededor de la misma época, Luciano y sus más próximos socios comenzaron a trabajar para el jugador Arnold "The Brain" Rothstein. Rothstein inmediatamente vio el potencial dinero caído del cielo por la Prohibición y educó a Luciano en cómo llevar el alcohol de contrabando como un negocio. Luciano, Costello, y Genovese empezaron su propio negocio de contrabando de alcohol financiado por Rothstein.
Rothstein sirvió de mentor de Luciano; entre otras cosas, Rothstein le enseñó cómo moverse en la alta sociedad. En 1923, después de que un trato de drogas fuera una chapuza y dañara la reputación criminal de Luciano, compró 200 asientos caros para asistir a la pelea de boxeo Jack Dempsey–Luis Firpo en el Bronx y las distribuyó entre los principales gánsteres y políticos. Rothstein entonces llevó a Luciano a un viaje de compras a los grandes almacenes Wanamaker's en Manhattan para comprarle ropas caras para asistir a la lucha. La estrategia funcionó, y la reputación de Luciano quedó salvada.
Gracias a esta banda conoció a Al Capone. Comenzó su propio negocio de prostitución con Joe Adonis como socio a principios de 1920, y en 1925 ya controlaba a la mayoría de las prostitutas con sede en Manhattan. Para 1925, Luciano manejaba cerca de 12 millones de dólares al año. Tenía unos ingresos netos de alrededor de 4 millones de dólares cada año después de quitarle el coste de sobornos a políticos y la policía. En 1927 ya era considerado un hombre millonario. Fue uno de los primeros en usar como expediente la 'narco prostitución', es decir hacía a las prostitutas adictas a la heroína y les pagaba con droga.
Luciano y sus socios controlaban la mayor operación de contrabando de alcohol en Nueva York, una que también se extendía a Filadelfia. Eran tales sus conexiones que importaba directamente whisky de Escocia y Canadá y ron del Caribe. Luciano también controlaba el negocio ilegal del juego.

## Ascenso al poder
Pronto Luciano se unió a la banda de Joe Masseria, que era por entonces el Don más poderoso de Nueva York. A diferencia de Rothstein, Masseria era un hombre no educado con malas maneras y pobres capacidades de gestión. Para finales de los años veinte, el principal rival de Masseria era el jefe Salvatore Maranzano, quien había llegado de Sicilia para administrar las actividades del clan Castellammarese. Maranzano rechazó pagar comisiones a Masseria. Su rivalidad con el tiempo se agravó hasta la sangrienta Guerra de los Castellammarenses (1928 a 1931) y dio como resultado final la muerte tanto de Maranzano como de Masseria.
Tanto Masseria como Maranzano eran llamados "Mustache Petes" ("Pete Mostacho") que deseaban preservar lo que se suponían que eran los principios de la "Mafia del Viejo Mundo" del “honor”, la “tradición”, el “respeto”, y la “dignidad”. Eran jefes de la mafia tradicionales, viejos, y habían comenzado sus carreras criminales en Italia. Estos jefes tradicionales rechazaban trabajar con no italianos, e incluso eran escépticos en trabajar con no sicilianos. Algunos de los jefes más conservadores solo trabajaban con hombres con raíces en su propio pueblo siciliano. 
En cambio, Luciano era un “joven turco” que pertenecía al grupo de los nuevos mafiosos que querían un cambio radical en el orden establecido (Turco era en relación con la Mafia Judía, especialmente a Meyer Lansky, ya que por esos días Palestina era parte del Imperio Otomano). Creían que mientras hubiera dinero que ganar, no importaba a qué cultura pertenecía tu socio. Deseaba trabajar no solo con italianos, sino también con gánsteres judíos e irlandeses. Luciano quedó sorprendido cuando mafiosos sicilianos tradicionales le riñeron sobre sus tratos con su amigo íntimo Frank Costello, a quien llamaban "ese sucio calabrés".
Luciano pronto comenzó a cultivar lazos con otros jóvenes gánsteres que habían nacido en Italia, pero comenzaron sus carreras criminales en los Estados Unidos. Conocidos como los Jóvenes Turcos, les irritaba el conservadurismo de sus jefes. Luciano quería usar las lecciones que aprendió de Rothstein para cambiar actividades de bandas por imperios criminales. Conforme la guerra progresó, este grupo pasó a incluir futuros líderes como Costello, Vito Genovese, Albert Anastasia, Joe Adonis, Joe Bonanno, Carlo Gambino, Joe Profaci, Tommy Gagliano, Salvatore Piccolini, y Tommy Lucchese. Los Jóvenes Turcos creían que el conservadurismo y la avaricia de sus jefes los mantenía en la pobreza, mientras que las bandas judías e irlandesas se enriquecían. La visión de Luciano era formar un sindicato nacional del crimen en el que los italianos, los judíos y los irlandeses pudieran unir sus recursos y hacer que el crimen organizado fuera un negocio lucrativo para todos.
En octubre de 1929 Luciano fue obligado a entrar en una limusina a punta de pistola por tres hombres. Fue golpeado, marcado en la cara con una navaja y, finalmente, abandonado en una playa de Staten Island. De alguna forma, sobrevivió a esta experiencia pero le dejó marcado de por vida, con una cicatriz y un párpado caído. La identidad de sus secuestradores nunca fue establecida. Cuando la policía lo recogió después de la paliza, Luciano dijo que no tenía ni idea de quién lo había hecho. Sin embargo, en 1953, Luciano dijo a un entrevistador que fue la policía la que lo secuestró y lo golpeó. Otra historia fue que Maranzano ordenó el ataque. La consecuencia más importante de este episodio fue la cobertura de la prensa que tuvo, presentando a Luciano al público neoyorquino.
Debido a este incidente, Luciano resolvió que estaba en el bando equivocado decidiendo deshacerse finalmente de Masseria y tomar el control de la banda. 

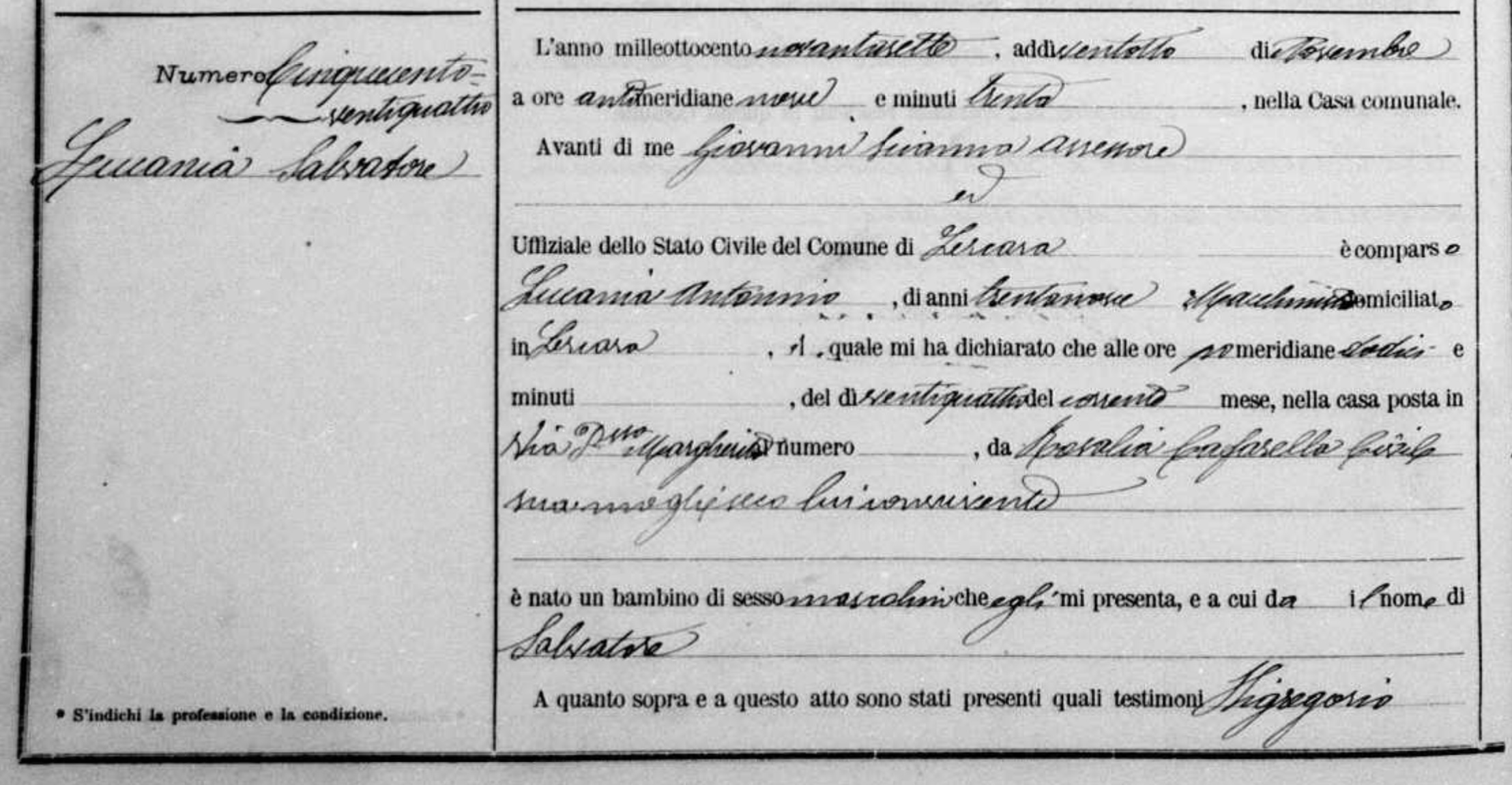
Partida de nacimiento de Salvatore Lucania; más adelante, Lucy Luciano

### Movimiento ofensivo
A principios del año 1931, Luciano decidió eliminar a Masseria. La guerra le había ido mal a Masseria, y Luciano vio una oportunidad de cambiar las alianzas. En un trato secreto con Maranzano, Luciano estuvo conforme en organizar la muerte de Masseria a cambio de recibir los chanchullos de Masseria y en convertirse en el segundo al mando de Maranzano.

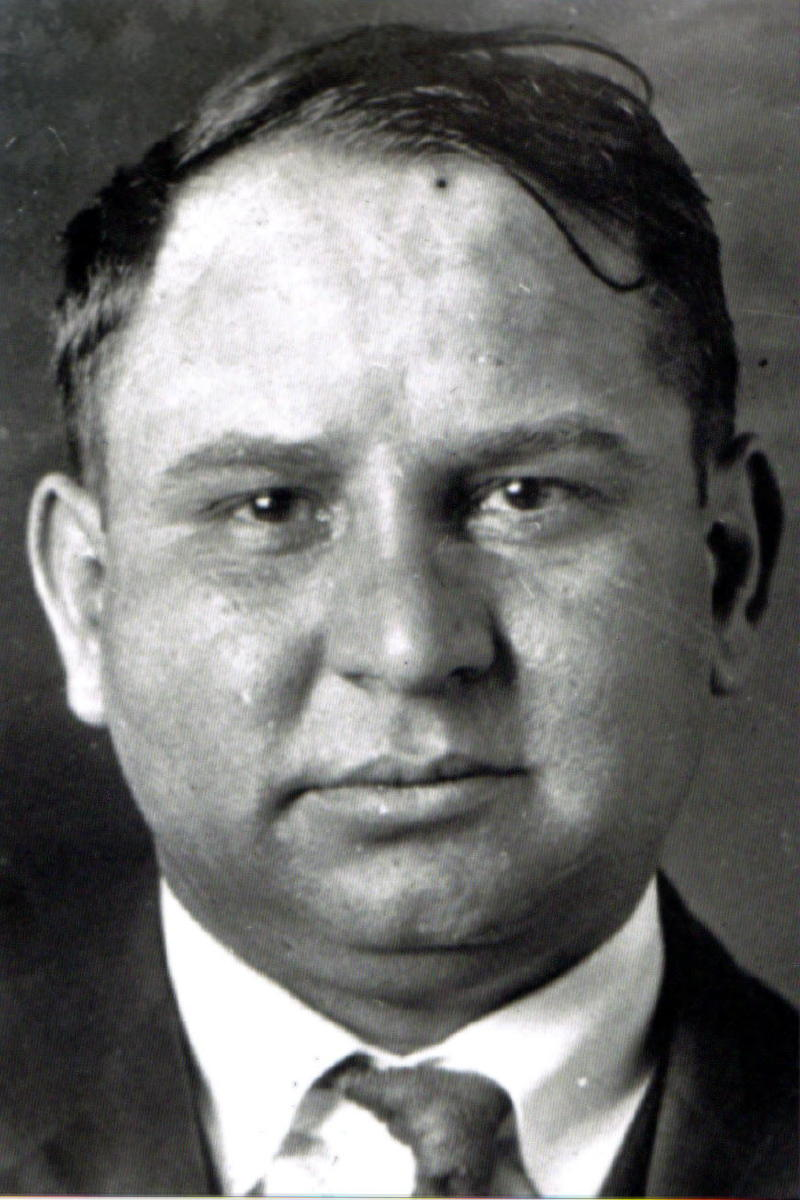
Giuseppe Masseria, jefe de Luciano y mafioso más importante de Nueva York en su momento

El 15 de abril de 1931, Luciano invitó a Masseria y otros dos socios a comer en un restaurante de Coney Island. Después de terminar la comida, los gánsteres decidieron jugar a las cartas. En este punto, Luciano fue al baño. Cuatro pistoleros – Genovese, Anastasia, Adonis y Benjamin "Bugsy" Siegel – entraron en el comedor y dispararon contra Masseria y sus dos hombres. Con la bendición de Maranzano, Luciano asumió el poder en la banda de Masseria y se convirtió en teniente de Maranzano. Este hecho pondría el punto final a la famosa guerra de Castellammarese. Esta guerra transcurrió de 1928 a 1931 entre familias rivales y finalizó cuando Masseria fue asesinado en un restaurante de Coney Island. Tres de los asesinos eran hombres de Luciano: Bugsy Siegel, Vito Genovese y Joe Adonis. Tras este hecho, Luciano tomó el control de la banda e hizo las paces con Maranzano quien le nombró su mano derecha.

### Cadena de asesinatos
Con la desaparición de Masseria, Maranzano dividió a todas las bandas italoestadounidenses en Nueva York en Cinco familias. Conforme a su trato original con Maranzano, Luciano asumió la vieja banda de Masseria. Las otras cuatro familias estaban encabezadas por Maranzano, Profaci, Gagliano, y Mangano. Maranzano prometió que todas las familias serían iguales y libres de hacer dinero. Sin embargo, Maranzano convocó a una reunión a las cinco familias de Nueva York Upstate New York y se autoproclamó "jefe de jefes" o "capo di tutti i capi", el absoluto jefe del crimen organizado en Estados Unidos. Esto significaba que cada Don habría de compartir los beneficios con él. Luciano parecía aceptar estos cambios, pero estaba solo ganando tiempo antes de librarse de Maranzano. Aunque Maranzano era ligeramente más abierto de mente que Masseria, Luciano había llegado a creer que Maranzano era todavía más avaricioso y rígido que lo que había sido Masseria.
Como Maranzano sabía que la única forma de mantener su poder era eliminando a aquellos que pudieran arrebatárselo, Luciano se convirtió de facto en su primer objetivo. Para septiembre de 1931, Maranzano contrató a Vincent "Mad Dog" Coll, un gánster irlandés, para matarlo. Este se enteró de los planes de su jefe por medio de Lucchese. El 10 de septiembre, Maranzano ordenó a Luciano y Genovese acudir a su oficina en el número 230 de Park Avenue en Manhattan. Convencido de que Maranzano planeaba asesinarlos, Luciano decidió adelantarse a los hechos. Para tal fin organizó un grupo de sicarios, cuatro gánsteres judíos desconocidos para la gente de Maranzano. Los había conseguido con la ayuda de Lansky y Siegel, ambos judíos. Disfrazados de policías, dos de los gánsteres desarmaron a los guardaespaldas de Maranzano. Los otros dos, ayudados por Tommy Lucchese, quien estaba allí para señalar a Maranzano, apuñalaron a Maranzano varias veces antes de que ejecutasen a disparos a su jefe. Este grupo entró en la oficina de Maranzano quién creyó que estaba siendo auditado por el IRS: según el informe policial dejaron su cuerpo cosido a balazos. En su huida, el grupo se encontró con "Mad Dog" (Perro Loco) Coll, el asesino que tenía la orden de matar a Luciano, quien fue advertido de que había un asalto policial y escapó.
Este asesinato fue el primero de lo que más tarde sería conocida como la "Noche de las vísperas sicilianas". Luego el 13 de septiembre los cadáveres de otros dos aliados de Maranzano, Samuel Monaco y Louis Russo fueron recuperados de la bahía de Newark, con evidencias de tortura. Mientras tanto, mataron a tiros a Joseph Siragusa, líder de la familia criminal de Pittsburgh, en su casa. El 15 de octubre desapareció Joe Ardizonne, cabeza de la familia criminal de Los Ángeles, lo que más tarde sería considerado como parte de este supuesto plan de eliminar rápidamente a los jefes sicilianos del Viejo Mundo. La idea de una purga en masa organizada y dirigida por Luciano, es sin embargo un mito.

## Reorganizando la Cosa Nostra
Con la muerte de Maranzano, Luciano se convirtió en el más poderoso jefe del crimen organizado en los Estados Unidos. Había alcanzado la cumbre de los bajos fondos de Estados Unidos, dictando las reglas criminales, sus políticas y las actividades junto con los jefes de las demás familias. Luciano también tenía su propia familia criminal, que controlaba los lucrativos negocios criminales en la ciudad de Nueva York, como el juego ilegal, las apuestas, la usura, el tráfico de drogas y la extorsión. Luciano se hizo muy influyente en el trabajo y en las actividades de los sindicatos, y controlaba los muelles de Manhattan, la recogida de basura, la construcción, los negocios del Garment Center y el transporte con camiones. Tenía participación en numerosos negocios por todo el territorio de los Estados Unidos. 
Luciano abolió el título de Maranzano de capo di tutti i capi o "jefe de todos los jefes". Consideraba que la posición creaba problemas entre las familias y lo convertía en objetivo para cualquier otro gánster ambicioso que quisiera desafiarlo. En lugar de ello, eligió controlar de manera discreta a través de la Comisión, forjando alianzas oficiosas con otros jefes de familias criminales. La Comisión estaba formada por los más importantes jefes de la Mafia norteamericana, siendo Luciano el líder sin discusión de la misma. A la Comisión acudían los Don y miembros relevantes de las “cinco familias” de Nueva York, el grupo de Chicago, “la oficina” de Nueva Jersey, y de las familias criminales de Kansas, Los Ángeles y Detroit.
Sin embargo, Luciano no rechazó todos los cambios de Maranzano. Creía que la ceremonia de convertirse en un "made-man", o un amico nostro, en una familia criminal era un anacronismo siciliano. Lansky le convenció para que mantuviera el amico nostro, argumentando que los jóvenes necesitaban rituales para promover la obediencia a la familia. Luciano siguió comprometido con la omertà, el juramento de silencio, para proteger a las familias de las persecuciones legales. Además, Luciano mantuvo la estructura de Maranzano de cinco familias criminales en la ciudad de Nueva York.
Al mismo tiempo, reorganizó su propia familia, elevando a sus socios italianos en quienes más confiaba a posiciones de alto nivel. Nombró a Vito Genovese como su segundo y a Frank Costello consigliere. Caporegimes suyos eran Michael Coppola, Anthony Strollo, Joe Adonis, Willie Moretti y Anthony Carfano. Debido a que Lansky y Siegel no eran italianos, no tuvieron ningún cargo oficial dentro de ninguna familia de la Cosa Nostra. Sin embargo, Lansky era un consejero especial y Siegel un socio en el que se confiaba. 

### La Comisión
Luciano, organizó La Comisión, para que sirviera como cuerpo gubernativo del crimen organizado. Pretendía resolver todas las disputas y decidir qué familias controlaban qué territorios. Es lo que se ha considerado la mayor innovación de Luciano. Los objetivos de Luciano con la Comisión eran mantener discretamente su propio poder sobre todas las familias, y prevenir futuras guerras de bandas. 
La Comisión era el equivalente de los gánsteres a la Corte Suprema, y manejaba todas las disputas entre gangsters, inclusive decidía quien debía ser asesinado y cómo. Si un individuo era un Mafioso independiente su Don tenía que ir ante la Comisión para delimitar responsabilidades y asuntos de honor.
La comisión, en origen, se constituyó con representantes de las cinco familias de New York City, la Familia criminal de Filadelfia, la de Buffalo, y la de Los Ángeles, así como el Chicago Outfit de Al Capone; más tarde, se sumaron la familia criminal de Detroit y la de Kansas. La Comisión también proporcionó representación para las organizaciones irlandesas y judías en Nueva York. Se suponía que todos los jefes tenían el mismo poder y tenían un voto. En realidad, Luciano y sus aliados controlaban la Comisión, siendo Lucky Luciano el primero entre iguales.
La primera prueba para la Comisión llegó en 1935, cuando ordenó al jefe de banda Dutch Schultz que no llevara a cabo sus planes de asesinar al Fiscal especial Thomas E. Dewey. En junio de 1935, el gobernador de Nueva York Herbert H. Lehman nombró fiscal a Thomas E. Dewey como un acusador especial para el crimen organizado en la ciudad de Nueva York. Había intentado por dos veces que condenaran a Dutch Schultz, pero fracasó, y éste quería vengarse matándolo.
Luciano argumentó que el asesinato de Dewey precipitaría una represión masiva por parte de las fuerzas de la ley. Un desafiante Schultz le dijo a la Comisión que iba a matar a Dewey (o a su asistente David Asch) en los próximos tres días. Como respuesta, la Comisión rápidamente organizó el homicidio de Schultz. El 24 de octubre de 1935, antes de que pudiera matar a Dewey o a Asch, Schultz fue asesinado en una taberna en Newark (Nueva Jersey).

## Persecución por proxenetismo
A principios de los años 1930, la familia criminal de Luciano comenzó a asumir operaciones de prostitución a pequeña escala en la ciudad de Nueva York. Esto le sirvió al fiscal especial Dewey para atacar a Luciano.
El 2 de febrero de 1936, Dewey lanzó un gran ataque policial contra 200 burdeles en Brooklyn y Manhattan, lo que le consiguió reconocimiento nacional como un gran "gangbuster". Fueron arrestados diez hombres y 100 mujeres. Sin embargo, a diferencia de previas detenciones por temas de "vicio", Dewey no liberó a las arrestadas. En lugar de eso, las llevó al tribunal donde un juez estableció fianzas de diez mil dólares, mucho más allá de lo que podían pagar. Para mediados de marzo, varias acusadas habían implicado a Luciano con tal de salir de la cárcel. Tres de estas prostitutas implicaron a Luciano como su cabecilla, quien recogía el dinero. Sin embargo, el socio de Luciano, David Betillo era quien estaba realmente a cargo del círculo de prostitución en Nueva York; cualquier dinero que Luciano recibiera era de Betillo. 
A finales de marzo de 1936, Luciano recibió el soplo de que iba a ser arrestado y huyó a Hot Springs (Arkansas). Desafortunadamente para Luciano, un detective de Nueva York en Hot Springs que estaba allí para una misión diferente, lo vio y se lo notificó a Dewey. El 3 de abril, Luciano fue arrestado en Hot Springs con una orden de detención de Nueva York. Al día siguiente, en Nueva York, Dewey acusó a Luciano y sus cómplices de 60 cargos de proxenetismo. Los abogados de Luciano en Arkansas entonces comenzaron una feroz batalla legal contra la extradición. El 6 de abril, alguien ofreció un soborno de cincuenta mil dólares al fiscal general de Arkansas, Carl E. Bailey para facilitar el caso de Luciano. Sin embargo, Bailey rechazó el soborno e inmediatamente lo denunció. 
El 17 de abril, después de que se agotaran todas las posibilidades legales de Luciano, las autoridades de Arkansas entregaron a Luciano a tres detectives del Departamento de Policía de Nueva York para que se lo llevaran en tren de vuelta a Nueva York, para ser juzgado. Cuando el tren llegó a San Luis, Misuri, los detectives y Luciano cambiaron de tren. Durante este cambio, los guardaron 20 policías locales para evitar un intento de rescate por parte de la mafia. Los hombres llegaron a la ciudad de Nueva York el 18 de abril y Luciano fue enviado a la cárcel sin fianza.
El 13 de mayo de 1936, empezó el juicio contra Luciano por proxenetismo. Dewey acusó a Luciano de ser parte de un enorme círculo de prostitución conocido como "la Combinación". Durante el juicio, Dewey expuso a Luciano por mentir en el estrado a través de un examen directo y grabaciones de llamadas telefónicas; Luciano tampoco tenía ninguna explicación sobre por qué su declaración de la renta federal señalaban que solo ganaba 22.000 dólares al año, cuando era obvio que era un hombre rico. Dewey presionó a Luciano sobre su larga hoja policial y sus relaciones con gánsteres bien conocidos como Ciro Terranova, Louis Buchalter, y Masseria.
El 7 de junio, Luciano fue condenado por 62 cargos de proxenetismo. El 18 de julio fue sentenciado de 30 a 50 años en una prisión estatal, junto con Betillo y otros.
Muchos observadores se han cuestionado si había suficiente prueba de cargo contra Luciano. Como casi todas las familias criminales, la familia Luciano con toda seguridad se aprovechaba de la prostitución y extorsionaba dinero de las madams y de los guardianes de los burdeles. Sin embargo, como la mayor parte de los jefes, Luciano creaba capas de aislamiento entre él y los actos criminales. Habría estado fuera de lugar que él se implicara directamente en cualquier negocio criminal, mucho menos un círculo de prostitución. Al menos, dos de sus contemporáneos negaron que Luciano formase parte jamás de "la Combinación". En sus memorias, la madam de sociedad neoyorquina Polly Adler escribió que si Luciano hubiese estado implicado en "la Combinación", ella lo habría sabido. Bonanno, el último contemporáneo de Luciano que sobrevivió y no estuvo en prisión, también negó que Luciano estuviera directamente implicado en la prostitución en su libro A Man of Honor.

### La cárcel
Aún desde la prisión, Luciano continuó al mando de los negocios de la familia a través de su segundo Vito Genovese. Sin embargo, en 1937 Genovese huyó a Nápoles para evitar ser encausado por asesinato en Nueva York. Luciano nombró a su consigliere, Costello, como nuevo jefe de hecho y supervisor de los intereses de Luciano.
Luciano fue encarcelado primero en Sing Sing en Ossining (Nueva York). Sin embargo, a finales de 1936, las autoridades lo trasladaron al Correccional de Clinton en Dannemora (Nueva York), un establecimiento remoto lejos de la ciudad de Nueva York. En Clinton, su coacusado Dave Betillo preparaba platos especiales para Luciano en una cocina aparte instalada por las autoridades. A Luciano le asignaron un trabajo en la lavandería de la prisión. Luciano usó su influencia para ayudar a conseguir los materiales para construir una iglesia en la prisión, que se hizo famosa por ser la única iglesia independiente del sistema correccional del Estado de Nueva York. 
Las apelaciones de Luciano siguieron hasta el 10 de octubre de 1938, cuando el Tribunal Supremo de los Estados Unidos rechazó revisar su caso. En ese momento, Luciano dejó su puesto como jefe de la familia, y Costello lo reemplazó formalmente.

### Trato con el Gobierno de Estados Unidos
Durante la Segunda Guerra Mundial, el Gobierno de los Estados Unidos llegó a un trato secreto con el encarcelado Luciano. En 1942, la Oficina de Inteligencia Naval de los Estados Unidos estaba preocupada con la posibilidad de que agentes alemanes e italianos entraran en los Estados Unidos a través de los muelles de Nueva York. 
Para facilitar las negociaciones, el Estado de Nueva York transfirió a Luciano desde la prisión de Clinton al Correccional de Great Meadow en Comstock (Nueva York), que estaba mucho más cerca de la ciudad de Nueva York.
La Armada, el Estado de Nueva York y Luciano al final cerraron un trato. A cambio de una conmutación de su sentencia, Luciano prometió ayuda total de su organización para proporcionar inteligencia a la Armada. El aliado de Luciano, Albert Anastasia, quien controlaba los muelles, supuestamente prometió que ningún trabajador de los muelles haría huelga durante la guerra. Al prepararse la invasión aliada de Sicilia en 1943, se supone que Luciano proporcionó a los militares estadounidenses contactos con la mafia siciliana.
El valor de la contribución de Luciano al esfuerzo de guerra es algo objeto de mucho debate. En 1947, el oficial naval a cargo de la Operación bajo mundo (Operation Underworld) desdeñó el valor de la ayuda de Luciano en tiempos de guerra. Un informe de 1954 ordenado por el gobernador Dewey afirmó que Luciano proporcionó muchos servicios valiosos a la Inteligencia Naval. La amenaza enemiga a los muelles, supuestamente dijo Luciano, fue fabricada por el hundimiento del SS Normandie en la bahía de Nueva York, supuestamente dirigido por el hermano de Anastasia, Anthony Anastasio. Sin embargo, la investigación oficial del hundimiento del barco no encontró ninguna prueba de sabotaje.
El 3 de enero de 1946, supuestamente como recompensa por su cooperación en tiempos de guerra, el ahora gobernador Thomas E. Dewey a regañadientes conmutó la sentencia por proxenetismo bajo la condición de que no se resistiera a su deportación a Italia. Luciano aceptó el trato, aunque aún sostenía que era ciudadano estadounidense y no sujeto a deportación. El 2 de febrero de 1946, dos agentes federales de inmigración transportaron a Luciano desde la prisión de Sing Sing hasta Ellis Island en la bahía de Nueva York para el procedimiento de deportación. El 9 de febrero, la noche antes de su partida, Luciano compartió una cena con espaguetis en su carguero con Anastasia y otros cinco invitados.
El 10 de febrero de 1946, zarpó el barco de Luciano de la bahía de Brooklyn hacia Italia. Sería la última vez que viera los Estados Unidos. El 28 de febrero, después de un viaje de 17 días, el barco de Luciano llegó a Nápoles. A su llegada, Luciano les dijo a los reporteros que probablemente residiría en Sicilia.
Luciano se sintió muy herido por haber tenido que dejar los Estados Unidos, un país al que siempre consideró su hogar desde su llegada con 9 años. Durante su exilio Luciano frecuentó a los militares estadounidenses y turistas de este país durante viajes en tren por Italia. Luciano disfrutaba estos encuentros y alegremente aceptaba posar para fotografías y firmar autógrafos.

### Conferencia de La Habana

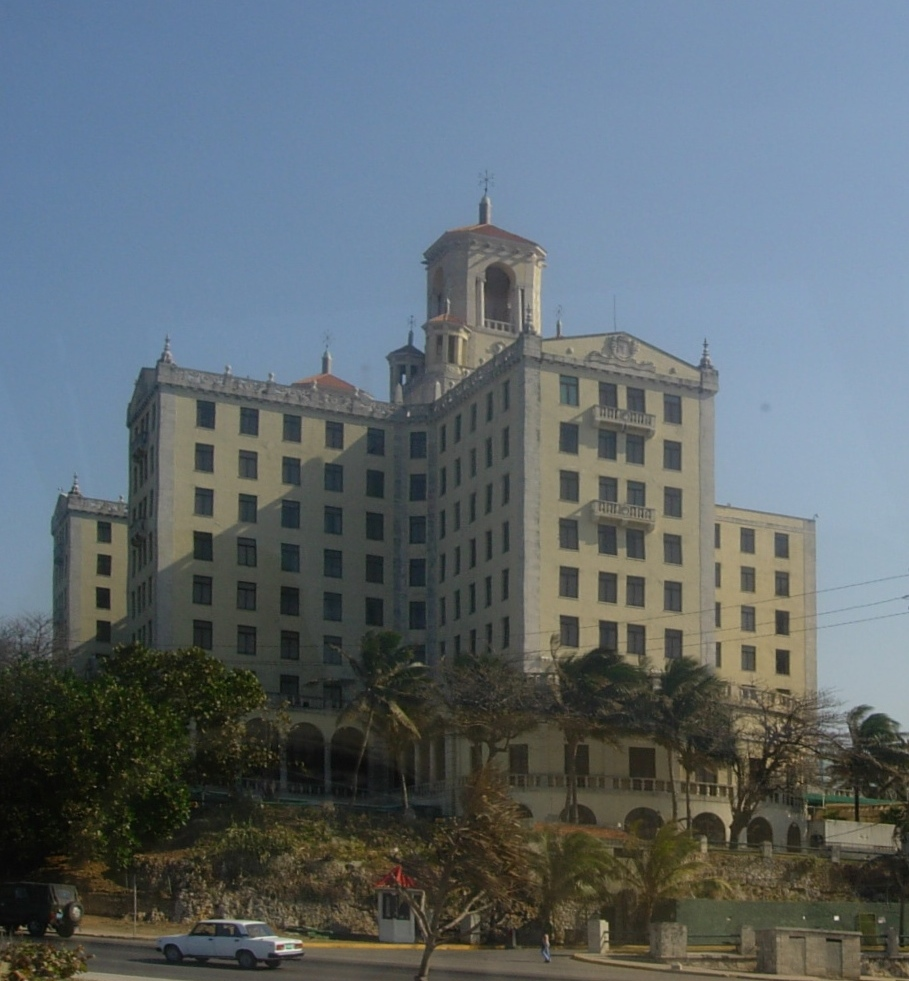
Residencia de Lucky Luciano en Cuba.

En octubre de 1946, Luciano se trasladó en secreto a La Habana. Primero tomó un carguero de Nápoles a Caracas, Venezuela, luego voló a Río de Janeiro. Y tomó otro vuelo a Ciudad de México y volvió a Caracas, donde tomó un avión privado a Camagüey, llegando finalmente el 29 de octubre. Condujeron entonces a Luciano a La Habana, donde se instaló en una finca en el barrio Miramar de la ciudad.
El objetivo de Luciano al ir a Cuba era estar más cerca de los Estados Unidos, de manera que pudiera volver a tomar el control de las operaciones de la Cosa Nostra en los EE. UU. y con el tiempo regresar a ese país. Lansky ya estaba establecido como un gran inversor en el juego y proyectos hoteleros en la isla.
En 1946, Lansky convocó a una reunión de las principales cabezas de las grandes familias del crimen en La Habana para el mes de diciembre. La excusa era acudir a un concierto del cantante Frank Sinatra. Sin embargo, la verdadera razón era discutir asuntos políticos, normas de actuación e intereses de negocio con Luciano presente. Los tres temas a discutir fueron: el negocio de heroína, el juego cubano y qué hacer en relación con Bugsy Siegel y el trastabillante proyecto del Hotel Flamingo en Las Vegas. A la conferencia acudieron delegaciones representando a las familias del crimen de todos los Estados Unidos. Se celebró durante la semana del 22 de diciembre de 1946 en el Hotel Nacional de Cuba. Se considera a esta conferencia como el encuentro más importante desde la conferencia de Atlantic City de 1929.
El 20 de diciembre, durante la conferencia, Luciano tuvo un encuentro privado con Genovese en la suite de hotel de Luciano. En 1945, Genovese había regresado de Italia a Nueva York para enfrentarse al juicio sobre su cargo de asesinato de 1934. Sin embargo, en junio de 1946, los cargos fueron desestimados y Genovese estaba libre para volver al negocio mafioso. A diferencia de Costello, Luciano nunca había confiado en Genovese. En el encuentro, Genovese intentó convencer a Luciano de que se convirtiera en jefe de jefes titular y permitiera que Genovese lo manejara todo. Luciano con tranquilidad rechazó la sugerencia de Genovese:

No hay jefe de jefes. Lo rechacé delante de todo el mundo. Si alguna vez cambiara de idea, asumiría el título. Pero no sería para ti. Justo ahora tú trabajas para mi y no tengo ganas de retirarme. No quiero oír esto nunca más, o perderé la paciencia.

Poco después de que comenzara la Conferencia de La Habana, el gobierno de los Estados Unidos tuvo noticia de la presencia de Luciano en Cuba. Luciano había fraternizado públicamente con Sinatra y había visitado numerosos clubes nocturnos, de manera que su presencia no era ningún secreto en La Habana. Los Estados Unidos empezaron a presionar al gobierno cubano para que lo expulsara. El 21 de febrero de 1947, el Comisionado de Narcóticos de los EE. UU. Harry J. Anslinger notificó al gobierno cubano que los EE. UU. bloquearían todos los envíos de drogas de prescripción narcóticas a Cuba mientras Luciano estuviera allí. Dos días más tarde, el gobierno cubano anunció que Luciano estaba bajo custodia y que sería deportado a Italia en 48 horas. Metieron a Luciano en un carguero turco que zarpaba hacia Génova.

## Operando desde Italia
Después del viaje secreto de Luciano a Cuba, pasó el resto de su vida en Italia bajo estrecha vigilancia policial. 
Cuando Luciano llegó a Génova desde Cuba el 11 de abril de 1947, la policía italiana lo arrestó y lo envió a la cárcel en Palermo. El 11 de mayo, una comisión regional en Palermo advirtió a Luciano que se mantuviera alejado de los líos y lo sacó de la cárcel.
A principios de julio de 1949, la policía de Roma arrestó a Luciano bajo la sospecha de que estaba implicado en el embarque de narcóticos con destino a Nueva York. El 15 de julio, después de pasar una semana en la cárcel, la policía lo liberó sin presentar una acusación, aunque lo desterró de Roma.
El 9 de junio de 1951, Luciano fue cuestionado por la policía de Nápoles bajo la sospecha de introducir ilegalmente 57.000 dólares en metálico y un coche nuevo estadounidense en Italia. Después de 20 horas de interrogatorio, la policía liberó a Luciano sin ningún cargo.
En 1952, el gobierno italiano revocó el pasaporte italiano de Luciano después de quejas de los oficiales de policía canadiense y estadounidense.
En octubre de 1954 se decomisó en un puerto de Colón en la zona atlántica de Panamá, un cargamento de contrabando de miles de cajas del whisky escocés Macallan, a bordo del carguero Doncella de Oriente, con bandera cubana. Los marinos empezaron a tirar algunas al mar, y estas resultaron tener heroína líquida. Al enterarse del decomiso, Luciano envió emisarios con sobornos para liberar su carga, pero fue infructuoso este intento.
El 19 de noviembre de 1954, una comisión judicial italiana en Nápoles solicitó que se le aplicaran estrictos límites a Luciano durante dos años. Se le exigió presentarse ante la policía cada domingo, que estuviera en casa todas las noches y no abandonara Nápoles sin permiso de la policía. La comisión citó la supuesta implicación de Luciano en el comercio de narcóticos como la razón de estas restricciones.
El dos de enero de 1955 fue acribillado a ráfagas de ametralladora el presidente de Panamá José Antonio Remón Cantera, a plena luz del día, mientras se divertía en el Hipódromo Juan Franco (Hoy el hipódromo de Panamá lleva su nombre). El caso se manejó con mucho misterio e interferencia norteamericana cuestionable. Lipstein ingresó en el país centroamericano el mismo día del crimen y fue detenido en México, pero fue liberado, siendo asesinado por su mismo jefe, unos años después.

## Vida personal
En 1929, Luciano conoció a Gay Orlova, una destacada bailarina en uno de los principales clubes nocturnos de Broadway, el Hollywood. Fueron inseparables hasta que él marchó a prisión, pero nunca se casaron.

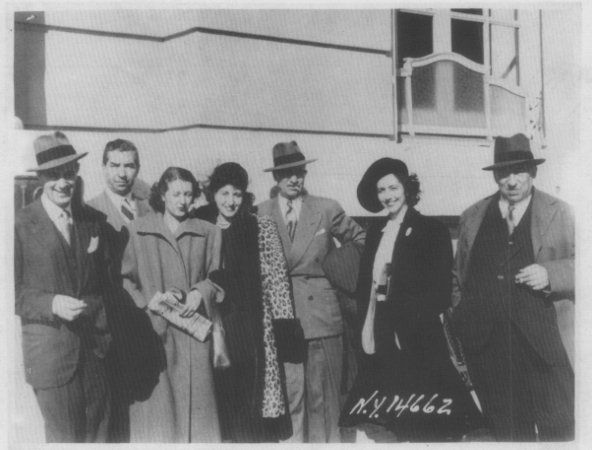
Luciano es el segundo por la izquierda; junto a él, con un periódico en las manos, se encuentra su pareja, Igea Lissoni (Nápoles, 1949)

A principios de 1948, Luciano conoció a Igea Lissoni, una bailarina italiana 20 años menor que él, a quien él más tarde describiría como el amor de su vida. En el verano, Lissoni se trasladó a vivir con él. Aunque algunos sostienen que la pareja se casó en 1949, otros afirman que solo intercambiaron anillos. Luciano y Lissoni vivieron juntos en la casa de Luciano en Nápoles. Aunque Luciano adoraba a Lissoni, él siguió manteniendo asuntos con otras mujeres. Esto llevó a numerosas discusiones con ella. En 1959, Lissoni murió de cáncer de mama.
Luciano nunca tuvo hijos. En una ocasión dijo por qué: "No quise que un hijo mío tuviera que vivir como el hijo de Luciano, el gángster. Es la única cosa por la que aún odio a Dewey, por convertirme en un gángster a los ojos del mundo".

## Lucha de poder en EE. UU.
Para el año 1957, Genovese se sintió suficientemente fuerte como para hacer su movimiento contra Luciano y su jefe en Nueva York, Frank Costello. Fue ayudado en su propósito por el subjefe de la familia criminal Anastasia Carlo Gambino. El 2 de mayo de 1957, cumpliendo órdenes de Vito Genovese Vincent "Chin" Gigante tendió una emboscada a Costello en el vestíbulo de su apartamento en el edificio de Central Park The Majestic. Gigante gritó "Esto es por ti, Frank," y cuando Costello se giró, le disparó en la cabeza y huyo creyedo que lo había matado, sin embargo, la bala solo había rozado la cabeza de Costello y sobrevivió.

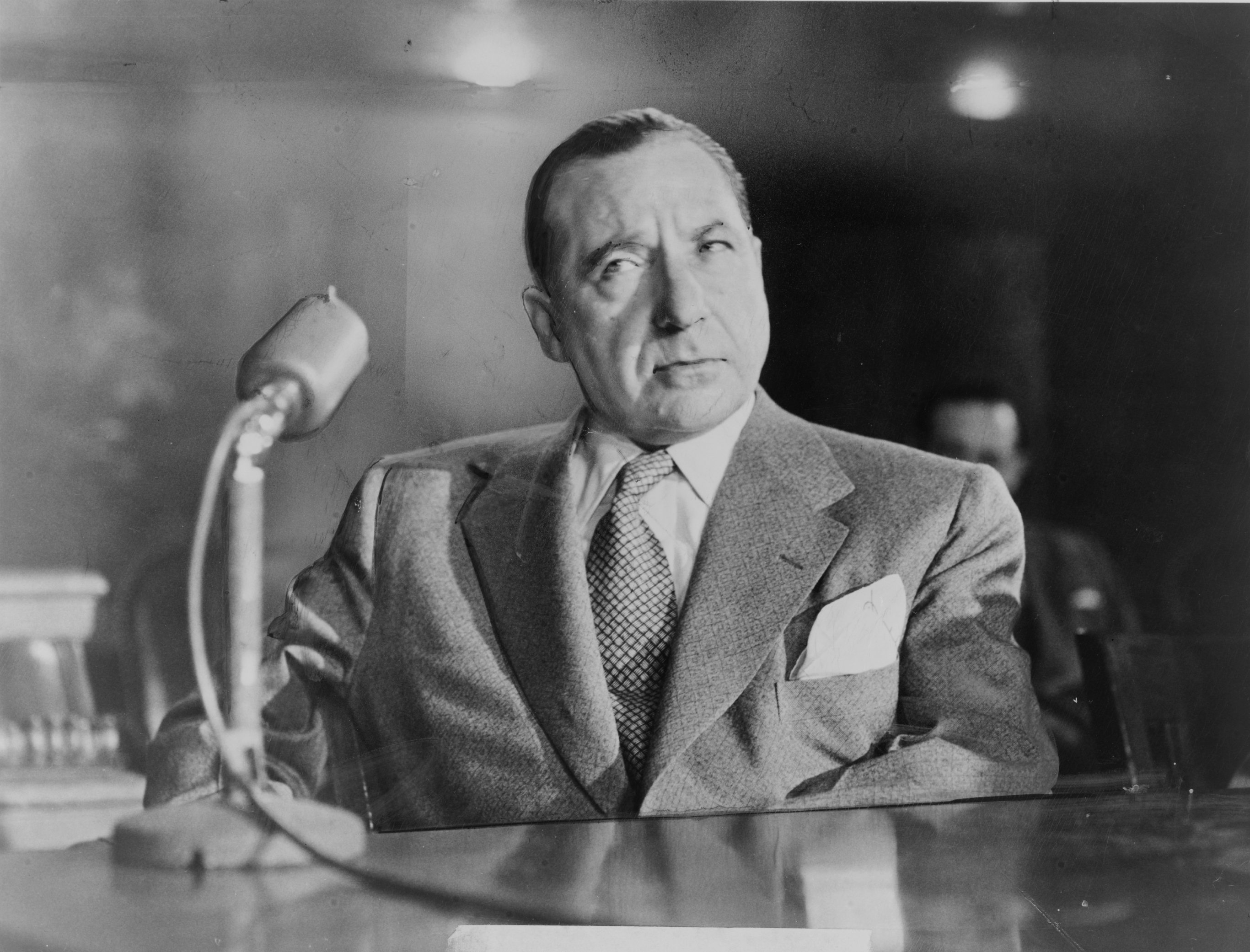
Frank Costello, lugarteniente en Nueva York de Luciano cuando este vivía en Italia (Fotografía tomada en 1951)

Aunque Costello rechazó cooperar con la policía, Gigante fue arrestado por intento de asesinato. Gigante fue absuelto en el juicio, mostrándose agradecido a Costello en la sala del tribunal después del veredicto. A Costello le permitieron retirarse después de ceder a Genovese el control de lo que hoy se llama familia criminal Genovese. Luciano fue incapaz de detenerlo.
El 26 de octubre de 1957, Genovese y Gambino organizaron el asesinato de Albert Anastasia, otro aliado de Luciano. Gambino asumió el control de lo que hoy es la familia criminal Gambino. Genovese ahora se creía el máximo jefe de la Cosa Nostra.
En noviembre de 1957, Genovese convocó una reunión de los jefes de la Cosa Nostra en Apalachin (Nueva York) para aprobar su toma del poder en la familia Luciano y para establecer su poder en el ámbito nacional. En lugar de ello, la cumbre de Apalachin se convirtió en un fiasco cuando las fuerzas de la ley asaltaron el encuentro. Más de 65 gánsteres de alto rango fueron arrestados y la Cosa Nostra se vio sometida a la publicidad y numerosos requerimientos ante el gran jurado. Los enfurecidos gánsteres echaron la culpa a Genovese por este desastre, abriendo una ventana de oportunidad para sus rivales.
Costello, Luciano, y Gambino se encontraron en un hotel en Palermo, Sicilia, para discutir su plan de acción. En su propio movimiento para hacerse con el poder, Gambino había abandonado a Genovese. Después del encuentro, Luciano supuestamente pagó a un narcotraficante estadounidense 100.000 dólares para implicar falsamente a Genovese en un trato con drogas.
El 4 de abril de 1959, Genovese fue sentenciado en Nueva York por conspiración para violar las leyes federales sobre narcóticos. Enviado a prisión durante 15 años, Genovese intentó gobernar su familia criminal desde la cárcel hasta su muerte en 1969. Mientras tanto, Gambino se había convertido en el hombre más poderoso de la Cosa Nostra.

## Muerte y legado
Una vez en Italia, Luciano se radicó en Nápoles, donde era una celebridad especialmente con los turistas y los marineros norteamericanos. Allí en Italia pensó escribir sus memorias e incluso que se hiciera una película sobre su vida. 
El 26 de enero de 1962, Luciano murió de un ataque al corazón en el aeropuerto internacional de Nápoles. Luciano había ido al aeropuerto para encontrarse con el productor estadounidense Martin Gosch sobre una película basada en su vida. Para evitar enfrentarse con otros miembros de la Cosa Nostra, Luciano había rechazado antes autorizar una película, pero supuestamente cedió tras la muerte de Lissoni. Después de la reunión con Gosch, Luciano sufrió un ataque al corazón y murió. Luciano no era consciente de que agentes antidroga italianos le habían seguido al aeropuerto para arrestarle por cargos de narcotráfico.
Tres días después, 300 personas acudieron a su funeral en Nápoles. El cuerpo de Luciano fue llevado por las calles de Nápoles en un coche fúnebre negro tirado por caballos.
Con el permiso del gobierno estadounidense, los parientes de Luciano llevaron su cuerpo de vuelta a Nueva York para su enterramiento. Sus restos fueron finalmente enterrados en la cripta familiar de los Lucania en el St. John's Cemetery en Middle Village (Queens). Más de dos mil dolientes acudieron a su funeral. El viejo amigo de Luciano, el jefe de la familia criminal Gambino Carlo Gambino, pronunció su elogio fúnebre. 
Durante años el Buró Federal de Narcóticos (Federal Bureau of Narcotics) trató infructuosamente de construir un caso contra Luciano sobre tráfico de drogas desde Europa.

 "El no [dejaba] rastro porque no [había] rastro. Pero sabemos que él [era] el hombre" 
Harry J. Anslinger, director del Buró Federal de Narcóticos

Gambino fue el único jefe, aparte de Luciano, que tuvo el control total de la Comisión y virtualmente de cada familia de la mafia en los Estados Unidos. A menudo se debate quién fue el más grande si Luciano o su contemporáneo, Al Capone. Los logros, muy publicitados, de Capone con el Chicago Outfit hicieron de él el gánster más famoso de los Estados Unidos, pero no ejerció influencia sobre otras familias de la Mafia, como sí hizo Luciano con la creación y la dirección de la Comisión.
En 1998, Time caracterizó a Luciano como la "mente maestra criminal" entre los 20 más influyentes constructores y titanes del siglo XX.

## En la cultura popular
Cine
- The Valachi Papers (1972) – Luciano fue interpretado por Angelo Infanti[72]
- Francesco Rosi dirigió en 1973 la única película hasta la fecha en la que se ha logrado que el protagonista se parezca físicamente al auténtico Lucky Luciano.[cita requerida] Se trata de Lucky Luciano, protagonizada por Gian Maria Volonté.[73]
- Lepke (1975) – Luciano fue interpretado por Vic Tayback[74]
- The Cotton Club (1984) – Luciano fue interpretado por Joe Dallesandro[75]
- El director Michel Kalbernikoff realizó en 1991 la película Mobsters, protagonizada por Christian Slater en el papel de Charly Luciano, Costas Mandylor como Frank Costello, Richard Grieco como Bugsy Siegel y Patrick Dempsey como Meyer Lansky.[76]
- Bugsy (1991) – Luciano fue interpretado por Bill Graham[77]
- Billy Bathgate (1991) – Luciano fue interpretado por Stanley Tucci,[78] en esta película de Robert Benton, protagonizada por Dustin Hoffman como Dutch Schultz.
- White Hot: The Mysterious Murder of Thelma Todd (TV 1991) – Luciano fue interpretado por Robert Davi[79]
- The Outfit (1993) – Luciano fue interpretado por Billy Drago[80]
- Andy García interpreta a Lucky Luciano en Hoodlum (1997) Dirigida por Bill Duke, protagonizada por Laurence Fishburne en el papel de Bumpy Johnson y Tim Roth como Dutch Schultz.[81]

Tv
- Los Intocables (1959-1962) - Luciano fue interprtado por Robert Carricart[82]
- The Witness (1960–1961) – Luciano fue interpretado por Telly Savalas[83]
- En 1981, se rueda una miniserie titulada The Ganster Chronicles, con el actor Michael Nouri en el papel de Lucky Luciano. Esta miniserie tuvo inconvenientes de tipo financiero durante el rodaje.[84]
- Bonanno: A Godfather's Story (1999) – Luciano fue interpretado por Vince Corazza[85]
- Lansky (1999) – Luciano fue interpretado por Anthony LaPaglia[86]
- The Real Untouchables (2001) – Luciano fue interpretado por David Viggiano[87]
- Vincent Piazza interpreta a Lucky Luciano en Boardwalk Empire (2010-2014), serie de televisión de la cadena HBO[88]
- The Making of the Mob: New York (2015) – Luciano fue interpretado por Rich Graff[89]

Serie documental
- Mafia's Greatest Hits – Luciano aparece en el segundo episodio de la serie documental del canal de televisión de historia del Reino Unido Yesterday.

Libros
- Luciano's Luck, Jack Higgins (1981). Relato de ficción basada en los supuestos esfuerzos de guerra de Luciano en la Segunda Guerra Mundial.
- The Last Testament of Lucky Luciano, Martin A. Gosch y Richard Hammer (1975). Semiautobiográfico, basado en toda la vida de Luciano tal como lo dictó él mismo.[90]
- Live by Night, Dennis Lehane (2012). Luciano es un personaje menor que aparece en la historia del gánster de ficción Joe Coughlin. Se le menciona igualmente en la secuela "World Gone By".
- Lucky Santangelo recibe este nombre por Lucky Luciano en las novelas Santangelo escritas por Jackie Collins.

lMúsica"
Lucky Luciano aparece en la portada del album "alternative trap" (2013) del rapero estadounidense Lucki